# 하츠세 오토와코
하츠세 오토와코(일본어: 初瀬 音羽子 はつせ おとわこ[*], 1902년 (메이지 35년) 2월 7일 - 1993년 (헤이세이 5년) 9월 19일)는 전 다카라즈카 소녀 가극단 전 츠키구미 남역이자 츠키구미 조장인 배우이다. 본명은 무라타 야에 (村田八重), 결혼 전 성은 쇼지(東海林)이다. 아키타현 출신이다. 입단 시 예명은 初瀬 乙羽子 (발음은 같음)이었다.

예명은 오구라 백인일수 제 33번 : 미나모토노 토시요리의
憂かりける 人を初瀨の 山颪よ 激しかれとは 祈らぬものを

근심스러워하는 사람을 초도의 산전이여 결렬하리라곤 기도하지 않는 것을
에서 지어졌다.

## 약력
1918년, 도쿄고등여학교 (현재의 도쿄죠시가쿠엔 중학교ㆍ고등학교) 졸업 후, 다카라즈카 가극단 7·8기생로 다카라즈카 소녀 가극단 (현 다카라즈카 가극단)에 입단하였다.
1921년? - 1928년, 츠키구미 조장을 맡았다.
1928년, 다카라즈카 소녀 가극단을 26세의 나이로 퇴단하였다.
퇴단 후에는 신극장의 배우 하츠세 오토와(初瀬 乙羽)로 활약했다.
1993년 9월 19일, 향년 91세의 나이로 사망했다.

## 재단 시절 주요 무대
| 기간 (월)     | 소속               | 제목                             | 공연장                           | 배역 | 비고                    |
| ------------- | ------------------ | -------------------------------- | -------------------------------- | ---- | ----------------------- |
| 1919년        |                    |                                  |                                  |      |                         |
| 7/20 - 8/31   |                    | 히자쿠라게(膝栗毛)               | 다카라즈카 신가극장 (공회당극장) |      |                         |
| 10/20 - 11/30 | 등롱도(燈籠嶋)     | 다카라즈카 신가극장 (공회당극장) |                                  |      |                         |
| 10/20 - 11/30 | 지얀 다르크        | 다카라즈카 신가극장 (공회당극장) |                                  |      |                         |
| 1920년        |                    |                                  |                                  |      |                         |
| 1/1 - 1/20    |                    | 마법의 씨앗                      | 다카라즈카 신가극장 (공회당극장) |      |                         |
| 7/20 - 8/31   | 난국초지(亂菊草紙) | 다카라즈카 신가극장 (공회당극장) |                                  |      |                         |
| 1921년        |                    |                                  |                                  |      |                         |
| 1/1 - 1/20    |                    | 참새 숙소                        | 다카라즈카 신가극장 (공회당극장) |      |                         |
| 9/20 - 10/18  | 츠키               | 감탄(邯鄲)                       | 공회당극장                       |      |                         |
| 9/20 - 10/18  | 츠키               | 유라의 장엄한 풀                 | 공회당극장                       |      |                         |
| 1922년        |                    |                                  |                                  |      |                         |
| 1/1 - 1/25    | 츠키               | 키비츠의 우는 가마               | 다카라즈카 신가극장 (공회당극장) |      |                         |
| 7/15 - 8/20   | 츠키               | 쿠메의 선인                      | 다카라즈카 신가극장 (공회당극장) |      |                         |
| 7/15 - 8/20   | 츠키               | 산의 비극                        | 다카라즈카 신가극장 (공회당극장) |      |                         |
| 9/20 - 10/24  | 츠키               | 탄바 요사쿠                      | 다카라즈카 신가극장 (공회당극장) |      |                         |
| 1923년        |                    |                                  |                                  |      |                         |
| 3/20 - 4/10   | 츠키               | 밤의 조수                        | 다카라즈카 신가극장 (중극장)     |      |                         |
| 5/11 - 6/10   | 츠키               | 동천홍(東天紅)                   | 다카라즈카 신가극장 (중극장)     |      |                         |
| 5/11 - 6/10   | 츠키               | 채녀예찬(采女禮讃)               | 다카라즈카 신가극장 (중극장)     |      |                         |
| 5/11 - 6/10   | 츠키               | 권리                             | 다카라즈카 신가극장 (중극장)     |      |                         |
| 8/20 - 9/20   | 츠키               | 호수의 요녀                      | 다카라즈카 신가극장 (중극장)     |      |                         |
| 8/20 - 9/20   | 츠키               | 요도도노                         | 다카라즈카 신가극장 (중극장)     |      |                         |
| 8/20 - 9/20   | 츠키               | 우키요(浮世)                     | 다카라즈카 신가극장 (중극장)     |      |                         |
| 1924년        |                    |                                  |                                  |      |                         |
| 3/1 - 3/31    | 츠키               | 마사오카노츠보네(政岡の局)       | 다카라즈카 신가극장 (중극장)     |      |                         |
| 3/1 - 3/31    | 츠키               | 포상(褒姒)                       | 다카라즈카 신가극장 (중극장)     |      |                         |
| 4/16 - 4/30   | 츠키               | 산의 비극                        | 다카라즈카 신가극장 (중극장)     |      |                         |
| 7/19 - 9/2    | 츠키               | 미가와리온도(身替音頭)           | 다카라즈카 대극장                |      | 하나/츠키/유키 합동공연 |
| 10/1 - 10/31  | 츠키               | 담쟁이덩굴잎                     | 다카라즈카 대극장                |      |                         |
| 10/1 - 10/31  | 츠키               | 오나츠카사모노쿄(お夏笠物狂)     | 다카라즈카 대극장                |      |                         |
| 1925년        |                    |                                  |                                  |      |                         |
| 1/1 - 1/31    | 츠키               | 순례가(巡禮唄)                   | 다카라즈카 대극장                |      | 하나/츠키/유키 합동공연 |
| 4/1 - 4/30    | 츠키               | 일렉트라                         | 중극장                           |      |                         |
| 4/1 - 4/30    | 츠키               | 언니와 동생                      | 중극장                           |      |                         |
| 7/1 - 7/31    | 츠키               | 간판 공양(看板供養)              | 다카라즈카 대극장                |      |                         |
| 7/1 - 7/31    | 츠키               | 독의 화원                        | 다카라즈카 대극장                |      |                         |
| 7/1 - 7/31    | 츠키               | 야심가(野心家)                   | 다카라즈카 대극장                |      |                         |
| 10/1 - 10/31  | 츠키               | 차공양(車供養)                   | 다카라즈카 대극장                |      |                         |
| 10/1 - 10/31  | 츠키               | 카구야히메                       | 다카라즈카 대극장                |      |                         |
| 10/1 - 10/31  | 츠키               | 웃음꽃의 닮은 얼굴               | 다카라즈카 대극장                |      |                         |
| 1926년        |                    |                                  |                                  |      |                         |
| 1/1 - 1/31    | 츠키               | 하나모노가타리(花物語)           | 다카라즈카 대극장                |      |                         |
| 1/1 - 1/31    | 츠키               | 인동자(寅童子)                   | 다카라즈카 대극장                |      |                         |
| 1/1 - 1/31    | 츠키               | 양춘(陽春)                       | 다카라즈카 대극장                |      |                         |
| 4/1 - 4/30    | 츠키               | 괴뢰선(傀儡船)                   | 다카라즈카 대극장                |      |                         |
| 4/1 - 4/30    | 츠키               | 평등원 대신(平等院大臣)          | 다카라즈카 대극장                |      |                         |
| 7/1 - 7/31    | 츠키               | 손오공                           | 다카라즈카 대극장                |      |                         |
| 10/1 - 10/31  | 츠키               | 꿈꾼 참회푼(夢見懺悔品)          | 다카라즈카 대극장                |      |                         |
| 1927년        |                    |                                  |                                  |      |                         |
| 11/1 - 11/30  | 츠키               | 투구(兜)                         | 다카라즈카 대극장                |      |                         |
| 1928년        |                    |                                  |                                  |      |                         |
| 6/1 - 6/30    | 츠키               | 몽 파리                          | 다카라즈카 대극장                |      |                         |
| 9/1 - 9/30    | 츠키               | 광란(お光狂亂)                   | 다카라즈카 대극장                |      |                         |